# Knoopsgatversiering

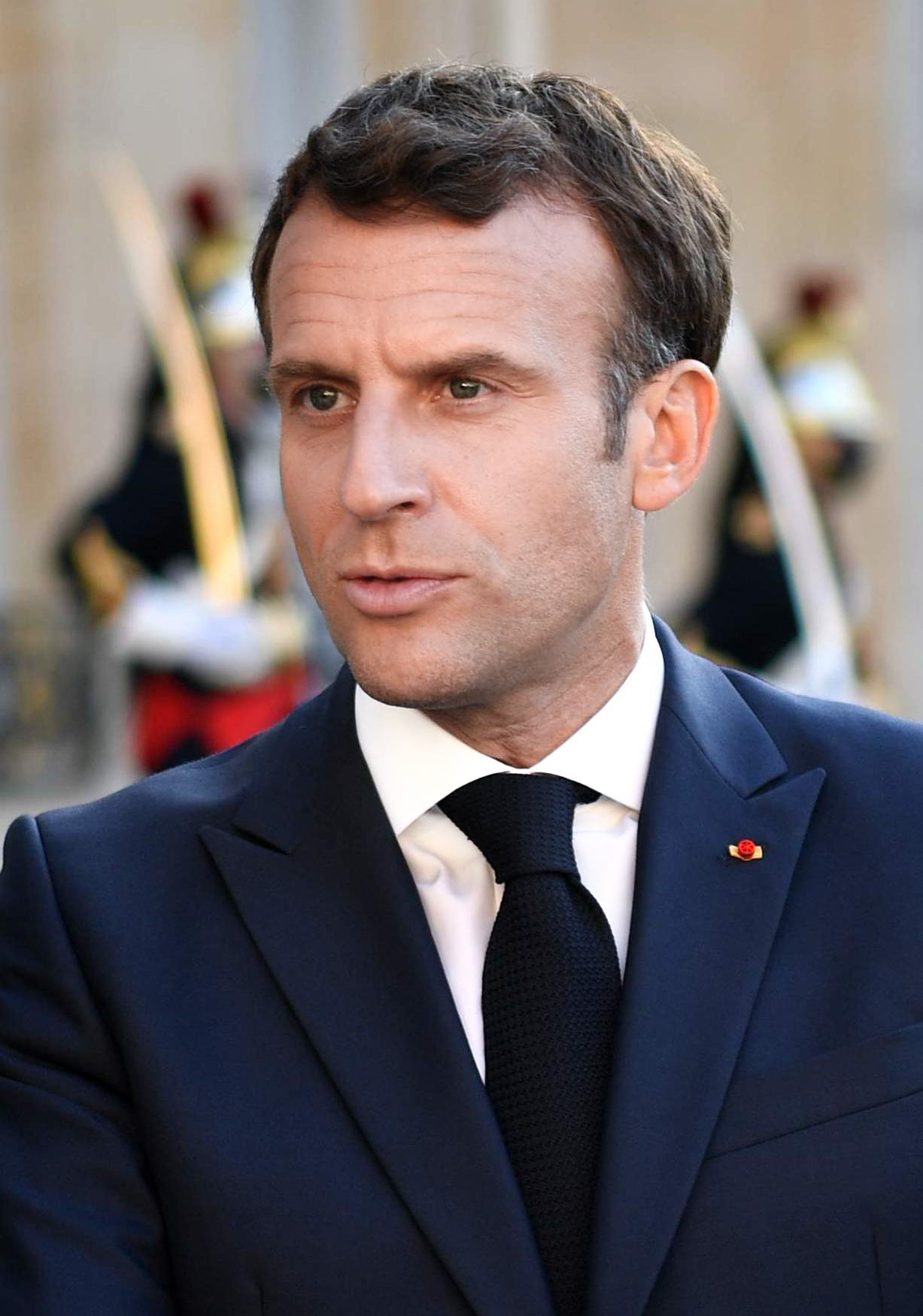
Emmanuel Macron draagt het rozet van grootkruis in het Legioen van Eer (2021).

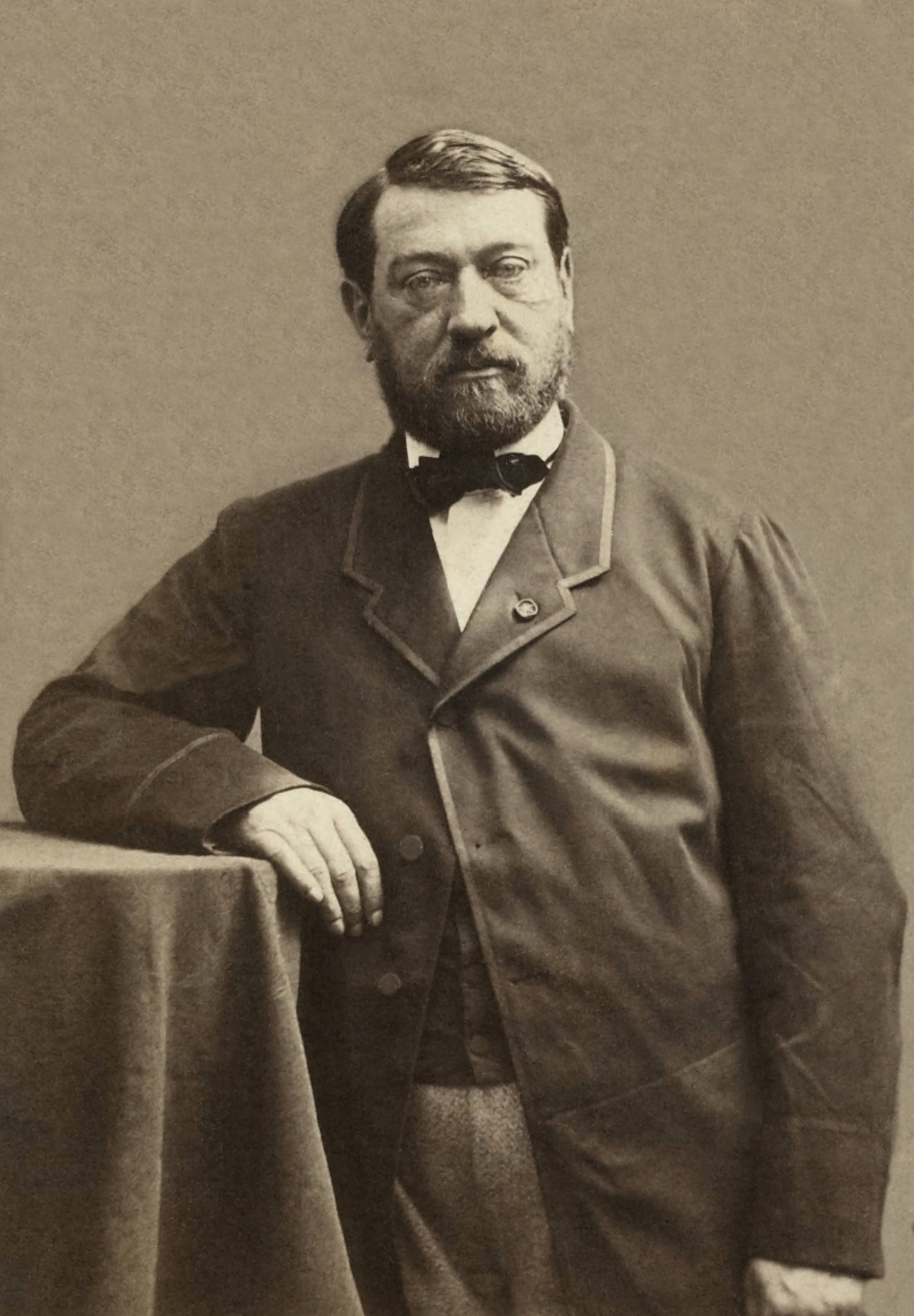
Auguste Mariette met rozet (ca. 1861)

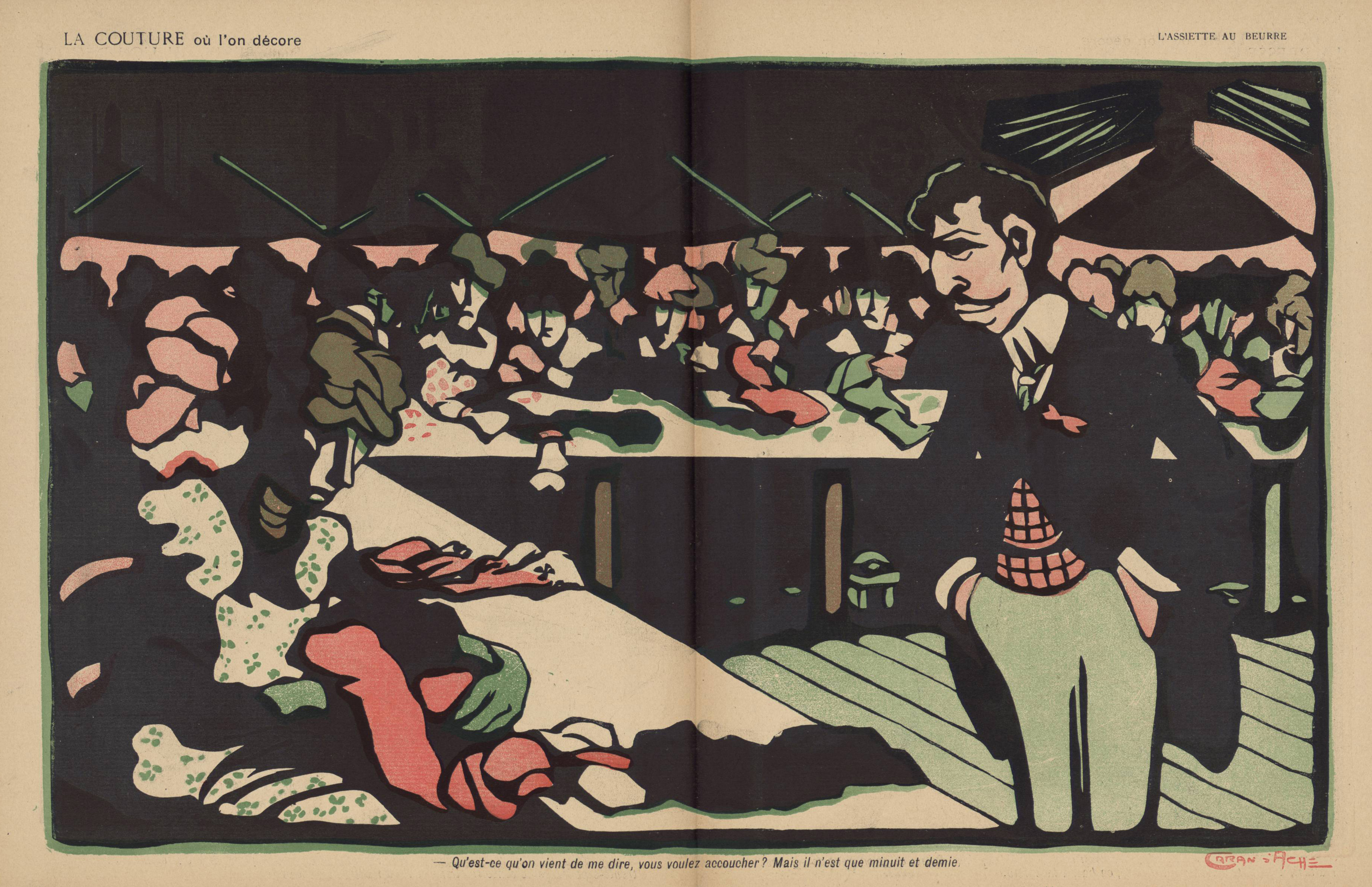
Spotprent van Caran d'Ache

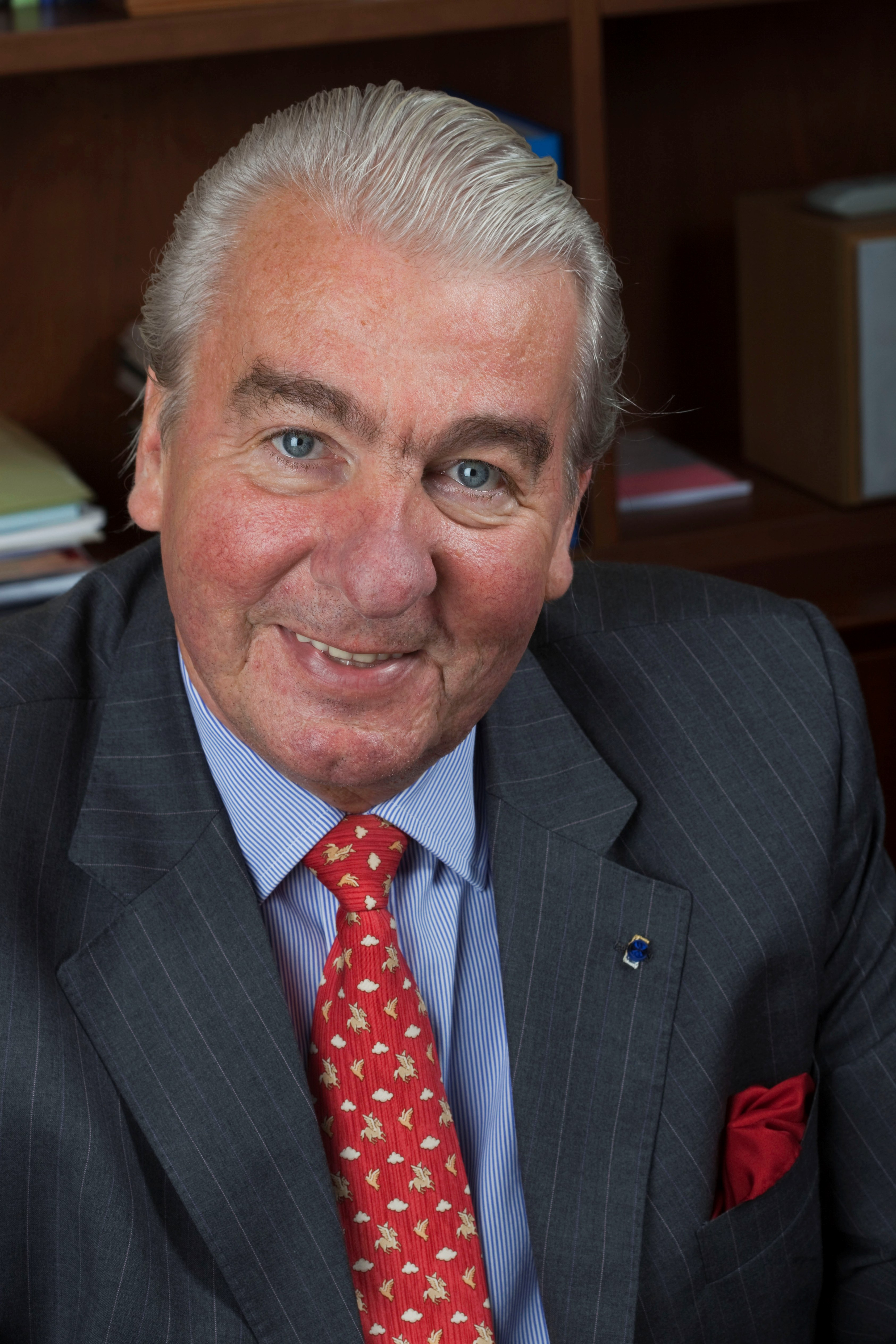
Paul Buysse met het rozet van grootofficier in de Orde van Leopold II (2009)

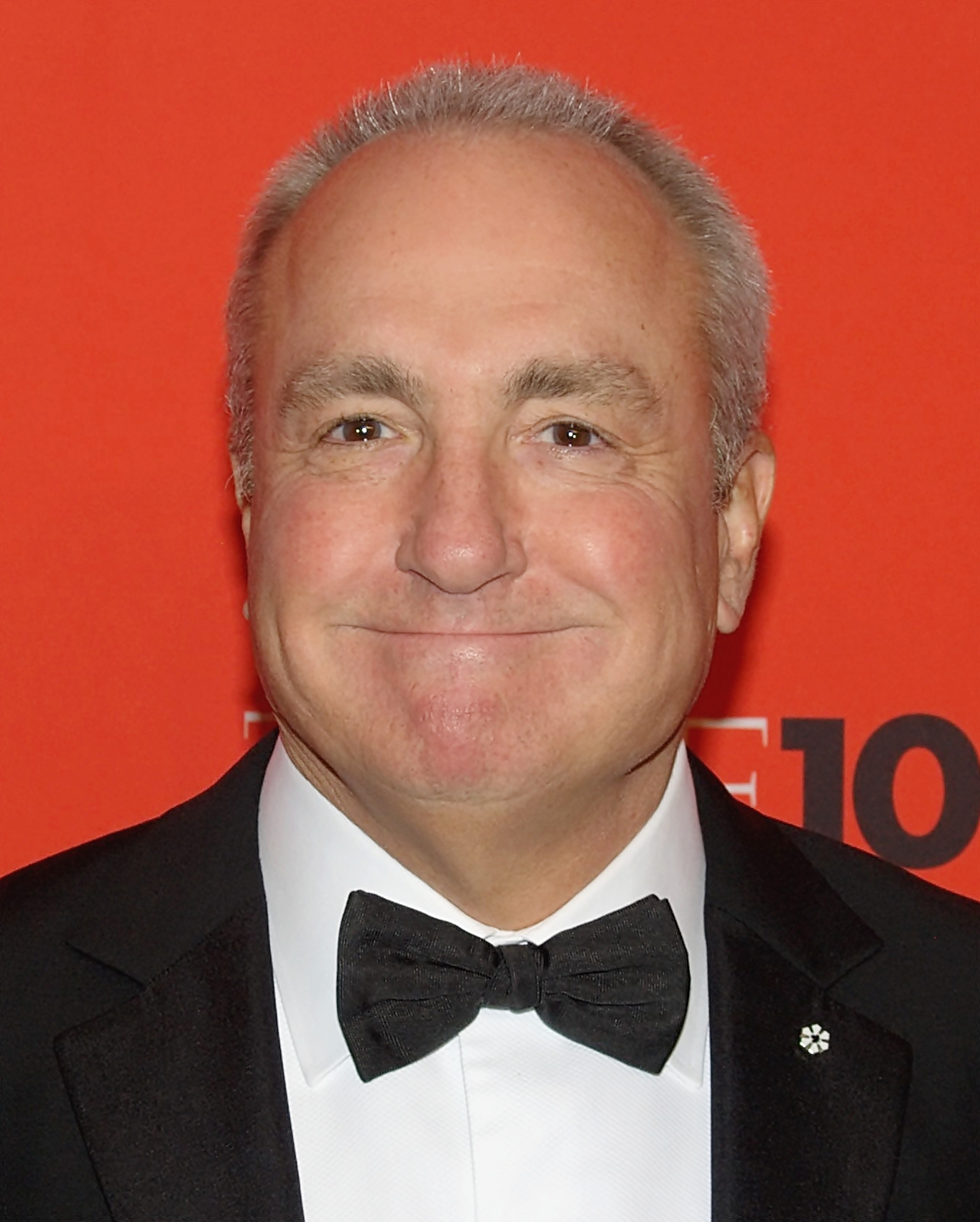
Lorne Michaels met een pin van de Orde van Canada (2010)

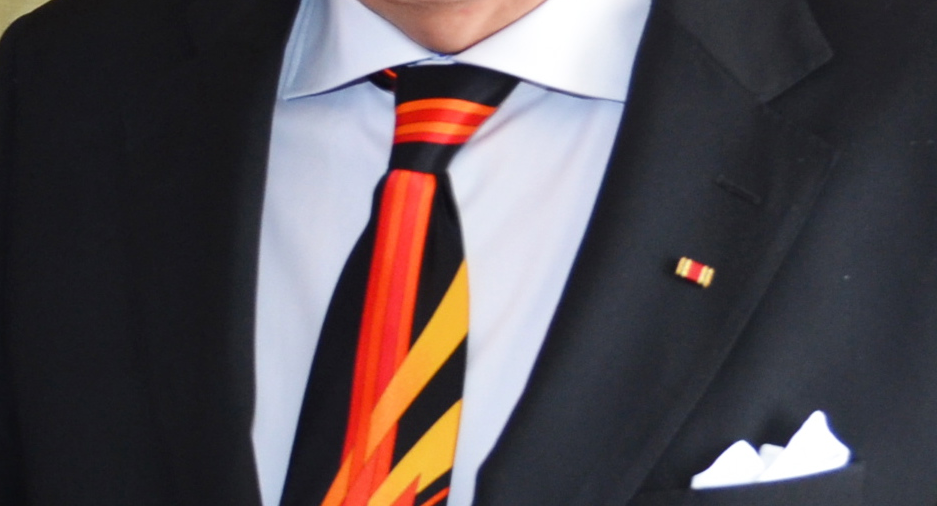
Speldje van de Orde van Verdienste van de Bondsrepubliek Duitsland

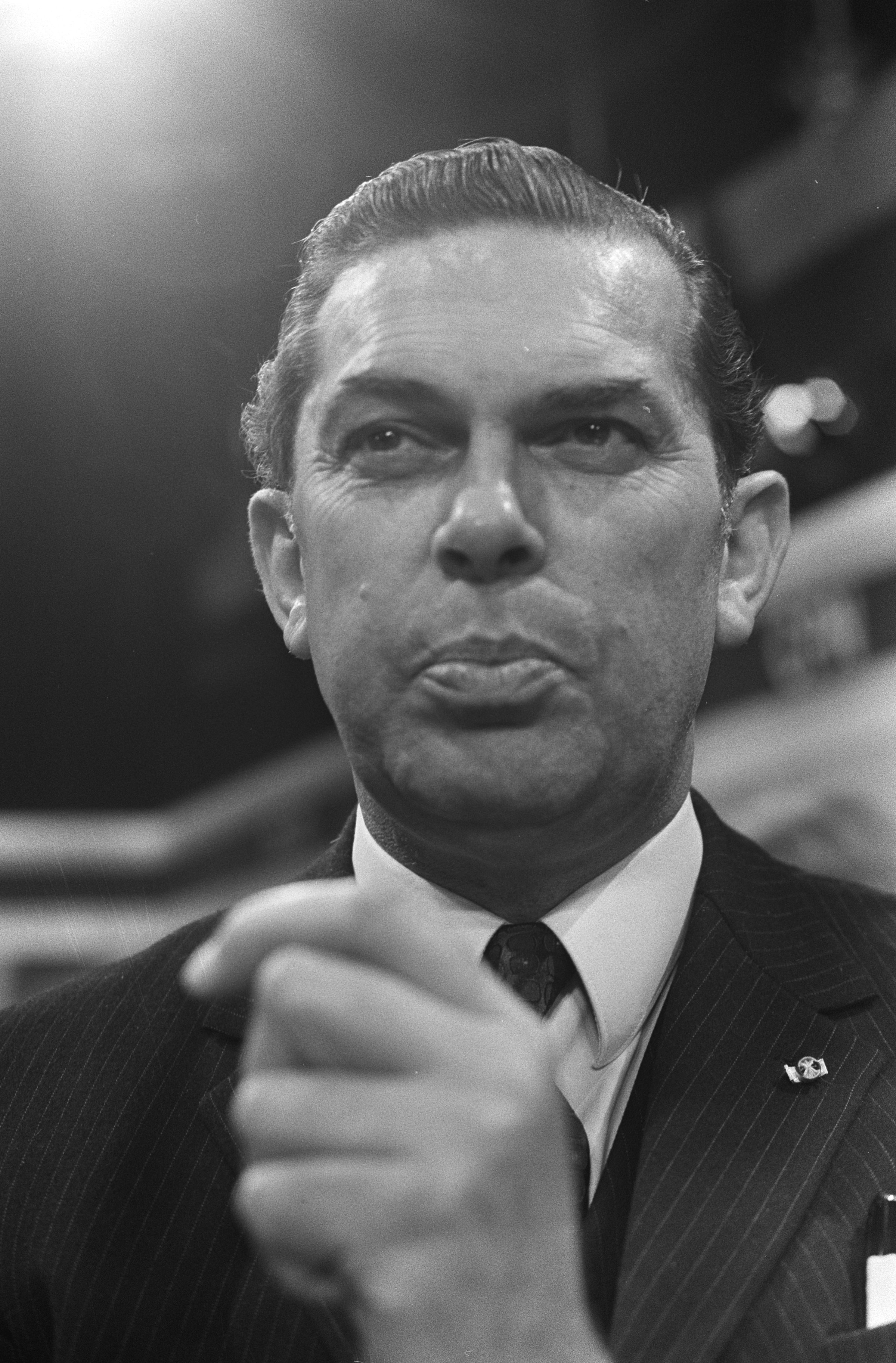
Barend Biesheuvel met rozet van grootofficier in de Orde van Oranje-Nassau (1971)

Een knoopsgatversiering of draaginsigne is een op de revers van een jas gedragen aanduiding van het bezit van een onderscheiding. Het is de civiele tegenhanger van de batons op militaire uniformen. De knoopsgatsversieringen kunnen allerlei vormen aannemen, gaande van kraaglintjes, strikjes en rozetten in de kleuren van de eigenlijke onderscheiding, tot pins in de vorm van de medaille.

## Ontstaan
Tot in de 18de eeuw werden ridderorden dagelijks gedragen. De vaak aristocratische gedecoreerden droegen dus de plaques, kruisen en medailles van de orde aan hun linten en sautoir om de hals, aan een op de borst gespeld lint of aan een grootlint over de schouder op de heup.
Na de Franse Revolutie ziet men de herenkleding soberder worden en vele vanaf de napoleontische tijd met het Legioen van Eer of andere orden van verdienste onderscheiden heren verkiezen op hun dagelijkse kleding een lintje in de kleur van de onderscheiding te dragen, eventueel geknoopt tot strikje of rozet. Een bijkomende reden is dat ze zelf verantwoordelijk zijn voor het onderhoud van de kwetsbare kleinood, waardoor ze het eigenlijke onderscheidingsteken opsparen voor ceremoniële gelegenheden.
De democratisering van de maatschappij bracht met zich mee dat er veel meer onderscheidingen werden verleend, zij waren niet meer het privilege van de adel. Vanaf het begin van de 19de eeuw ziet men grote rozetten waarin men de kleuren van tot acht onderscheidingen combineert. 
In de late 19de eeuw ontstond de gewoonte om op de knoopsgatsversieringen met kleine stukjes goud- of zilvergalon en rozetten de rang in een orde aan te geven. 

## Bescherming
Het dragen van de knoopsgatinsignes is in vele landen wettelijk voorbehouden voor de gedecoreerden van de onderscheiding waar ze naar verwijzen. 
In Frankrijk is de vorm expliciet opgenomen in de codex van het Legioen van Eer, de Militaire Medaille en de nationale Orde van Verdienste. Omdat men in Frankrijk geen knoopsgatversiering mag dragen dat rood of grotendeels rood is en niet verbonden is aan het Legioen van Eer is het dragen van het rozet van een aantal ridderorden in Frankrijk strafbaar.
De Nederlandse en Belgische regeringen hebben nooit veel prioriteit gegeven aan het opsporen van ongeoorloofde onderscheidingen. Het was in het leger wel goed mogelijk om bevelvoerende officieren toe te laten zien op de draagwijze van medailles en batons maar in de burgermaatschappij is dat moeilijk te realiseren. 
Toch is het eenmaal tot een vervolging en veroordeling gekomen: op 18 november 1846 werd een Amsterdammer veroordeeld voor het onterecht dragen van een lintje in de kleur van de Orde van de Nederlandse Leeuw.
De rechter oordeelde dat niet alleen het onbevoegd dragen van een ereteken strafbaar was, maar dat ook het onbevoegd dragen van "elk uiterlijk teken van beloning" strafbaar was en dat "uit de algemeenheid der wet" voortkwam dat het er niet toe deed of het om een lint of een modelversiersel ging. Het merkwaardige vonnis werd door gezaghebbende juristen later verworpen: alleen het onbevoegd dragen van kruis en lint van een ridderorde was strafbaar.
Het "Reglement op de Orde van de Nederlandse Leeuw en de Orde van Oranje-Nassau"  van 10 mei 1995 stelt:
Artikel 3: In de artikelen 4 en 5 worden onder versiersel en lint verstaan het versiersel en het lint, zoals omschreven in de wetten houdende instelling van de Orde van de Nederlandse Leeuw en de Orde van Oranje-Nassau.
Artikel 4: De uit te reiken onderscheidingstekens zijn voor de onderscheiden graden van Ridder: 1° het versiersel (...) 2°. het draagteken, opgemaakt in de vorm van een strik. Het wordt gedragen in plaats van het onder 1° genoemde onderscheidingsteken.
Het draagteken (knoopsgatversiersel) wordt dus sindsdien op dezelfde voet gesteld als het versiersel (lint en medaille).

## Draagwijze en etiquette
De gewoonte om een knoopsgatinsigne te dragen is afhankelijk van land tot land. Het kan in principe bij elke gelegenheid op stadskledij worden gedragen, met uitzondering evenwel van begrafenissen. 
In Frankrijk dragen ridders in het Legioen van Eer en de Orde van Verdienste, de zogenaamde nationale orden, een rood, respectievelijk blauw, kraaglintje vanaf het knoopsgat tot aan de rand van de revers. Dit kan op het jasje worden genaaid, of bevestigd met een speldje. De hogere rangen dragen eenvoudige rozetten (graad van officier) of rozetten op een gallon waarvan de kleuren de rang aangeven: zilver voor commandeur, half goud half zilver voor grootofficier, goud voor grootkruis. Het is in Frankrijk strafbaar om een lintje of knoopsgatversiering dat rood is, of grotendeels rood, te dragen. Dat zou dan immers op het Legioen van Eer lijken.
Hoewel er speldjes bestaan voor andere decoraties, wordt het niet als gepast beschouwd een knoopsgatinsigne van andere dan de nationale orden te dragen. Men dient zich ook te beperken tot één onderscheiding, in principe de hoogste, en combinaties zijn niet toegestaan.
In België hebben de insignes van de nationale orden een gelijkaardig uitzicht als in Frankrijk. Zij worden op dezelfde wijze gedragen. 
In het Verenigd Koninkrijk waren knoopsgatversieringen als insigne van een decoratie tot voor kort onbekend - heren droegen er eerder een bloem in het knoopsgat. In december 2006 werd er voor alle rangen van de Orde van het Britse Rijk een pin ingevoerd.
Sommige Orden van de Sovjet-Unie werden altijd als model-versiersel, dat wil zeggen zoals ze verleend zijn, gedragen. Dat gold tot voor kort ook min of meer voor de Nederlandse "medaille voor Langdurige, Eerlijke en Trouwe Dienst als onderofficier". Deze medaille werd altijd aan het lint gedragen. Een baton of knoopsgatversiersel was niet toegestaan. Onderofficieren droegen daarom miniaturen op hun uniformen.
Ridders in de Orde van het Gulden Vlies en ridders in de Orde van Malta dragen ook wel een kleine uitvoering van hun onderscheiding in het knoopsgat.
Soms draagt men liever een klein kruis of een ster als knoopsgatversiering. Dat ziet men soms bij de Orde van Malta.
In Thailand wordt door leden van de koninklijke familie en enkele uitverkoren onderdanen een knoopsgatversiering in de vorm van een gouden schijf met de "negen edelstenen", teken van het bezit van de Oude en Meest Gelukbrengende Orde van de Negen Edelstenen, en tegelijk als een krachtig amulet, gedragen.

## Knoopsgatversiering in Nederland
Direct na de abdicatie van zijn moeder legde de nieuwe koning het, oude en dus niet volgens het in 2013 voorgeschreven model opgemaakte, knoopsgatversiering van de Orde van de Nederlandse Leeuw af. Hij verscheen als koning op het balkon met in het knoopsgat van zijn jacquet het courante en voorgeschreven knoopgatsversiersel van een ridder-grootkruis in de Militaire Willems-Orde. Zo trad hij voor het eerst op als grootmeester van de Militaire Willems-Orde.
De volgorde waarin lintjes werden gedragen berustte tot 2002 op traditie. In dat jaar verscheen de draagvolgorde van de Nederlandse onderscheidingen in de Staatscourant.
De door de Nederlandse kanselarij voor de ridderorden voorgeschreven modelknoopgatsversierselen:
- A. Lid in de Orde van Oranje-Nassau
- B. Ridder in de Orde van Oranje-Nassau
- C. Officier in de Orde van Oranje-Nassau
- D. Ridder in de Orde van de Nederlandse Leeuw
- E. Commandeur in de Orde van Oranje-Nassau
- F. Grootofficier in de Orde van Oranje-Nassau
- G. Commandeur in de Orde van de Nederlandse Leeuw
- H. Grootkruis in de Orde van Oranje-Nassau
- I. Grootkruis in de Orde van de Nederlandse Leeuw

Oudere uitvoeringen van knoopgatsversierselen waren niet officieel vastgesteld. Iedere juwelier kon naar hartenlust op het thema variëren en er ontstonden talloze combinaties.
- 1. Ridder in de Orde van Oranje-Nassau
- 2. Officier in de Orde van Oranje-Nassau
- 3. Ridder in de Orde van de Nederlandse Leeuw
- 4. Commandeur in de Orde van Oranje Nassau
- 5. Grootofficier in de Orde van Oranje-Nassau
- 6. Commandeur in de Orde van de Nederlandse Leeuw
- 7. Grootkruis in de Orde van Oranje-Nassau
- 8. Grootkruis in de Orde van de Nederlandse Leeuw
- 9. Ridder in de Militaire Willems-Orde
- 10. Officier in de Militaire Willems-Orde
- 11. Commandeur in de Militaire Willems-Orde
- 12. Grootkruis in de Militaire Willems-Orde

Het kapittel van de Nederlandse ridderorden zag het niet graag, maar het was gebruikelijk om linten en rozetten van onderscheidingen naar eigen inzicht te combineren. Enkele voorbeelden:
- 13. De Militaire Willems-Orde, de orde van de Nederlandse Leeuw en de Orde van Oranje-Nassau
- 14. Grootofficier in de Orde van Oranje-Nassau en Ridder in de Orde van de Nederlandse-Leeuw
- 15. Officier in de Orde van Oranje-Nassau en Ridder in de Orde van de Nederlandse-Leeuw

Deze laatste, vrij veel voorkomende combinatie, wordt door velen wél acceptabel geacht. 
- 16. Ridder in de Huisorde van Oranje, Ridder in de Orde van de Nederlandse-Leeuw en Grootofficier in de Orde van Oranje-Nassau

Het dragen van combinaties van Nederlandse en Buitenlandse onderscheidingen werd in etiquetteboeken altijd streng ontraden maar kwam desondanks geregeld voor.
- 17: Ridder in de Orde van de Finse Leeuw, Ridder in de orde van de Nederlandse Leeuw en Officier in de Orde van Oranje-Nassau